# Gedea daoxianensis
Gedea daoxianensis är en spindelart som beskrevs av Song D., Gong L. 1992. Gedea daoxianensis ingår i släktet Gedea och familjen hoppspindlar. Inga underarter finns listade i Catalogue of Life.